# Kilmory, Isle of Arran
Kilmory är en by och en civil parish på ön Isle of Arran i North Ayrshire, Skottland. Parish hade 1 389 invånare år 2011.